# Tự phối
Tự phối, tức là tự giao phối, ám chỉ sự kết hợp của hai giao tử tới từ cùng một cá thể. Tự phối chủ yếu được quan sát dưới dạng tự thụ phấn, một cơ chế sinh sản xuất hiện ở nhiều loài thực vật có hoa. Tuy nhiên, cũng đã quan sát được hiện tượng tự phối ở những loài sinh vật nguyên sinh với tư cách là một phương pháp sinh sản. Thực vật có hoa thực hiện tự phối một cách đều đặn, trong khi sinh vật nguyên sinh chỉ thực hiện tự phối khi ở trong các môi trường gây căng thẳng.

## Xảy ra

### Sinh vật nguyên sinh

#### Paramecium aurelia
Paramecium aurelia là động vật nguyên sinh được nghiên cứu phổ biến nhất cho hiện tượng tự phối. Tương tự như các sinh vật đơn bào khác, Paramecium aurelia thông thường sinh sản vô tính thông qua phân chia nhị phân hoặc hữu tính thông qua giao phối. Tuy nhiên, các nghiên cứu đã chỉ ra rằng khi bị đặt trong tình trạng căng thẳng về dinh dưỡng, Paramecium aurelia sẽ trải qua quá trình giảm phân và theo sau đó là sự hợp nhất của các nhân của giao tử. Quá trình này, được gọi là sự tiếp hợp không hoàn toàn, một quá trình tái sắp xếp nhiễm sắc thể, diễn ra ở một số bước. Đầu tiên, hai nhân sinh sản của Paramecium aurelia phình to ra và tạo thành 8 nhân. Một số nhân con này sẽ tiếp tục phân chia để tạo thành nhân của giao tử tiềm năng tương lai. Trong số các nhân giao tử tiềm năng này, một nhân sẽ phân chia thêm hai lần nữa. Trong số bốn nhân con hình thành từ bước này, hai trong số chúng trở thành các tế bào cơ bản, tức là các tế bào sẽ hình thành nên một tổ chức mới. Hai nhân con còn lại trở thành nhân sinh sản của giao tử và sẽ trải qua quá trình tự phối. Sự phân chia nhân này được quan sát chủ yếu khi loài Paramecium aurelia bị đặt dưới áp lực dinh dưỡng. Các nghiên cứu cho thấy rằng Paramecium aurelia trải qua quá trình tự phối đồng thời với các cá thể khác của cùng một loài.

## Ưu điểm của sự tự phối
Có một vài ưu điểm của sự tự phối quan sát được ở thực vật có hoa và sinh vật nguyên sinh. Ở thực vật có hoa, đối với một số loài, việc không phụ thuộc vào các tác nhân giúp thụ phấn là một việc quan trọng hơn ở một số loài khác. Tuy nhiên, điều này là bất thường nếu xét đến việc nhiều loài thực vật đã tiến hóa để trở nên không tương thích với chính giao tử của chúng. Trong khi đối với những loài sự tự phối không phải là một cơ chế sinh sản phù hợp, thì ở những loài không tồn tại việc không tương thích với chính mình khác, sẽ thu được lợi từ sự tự phối. Các loài sinh vật nguyên sinh có lợi thế trong việc đa dạng hóa chế độ sinh sản của chúng. Điều này là có lợi vì nhiều lý do. Thứ nhất, nếu như có một sự thay đổi bất lợi nào trong môi trường mà khiến việc sinh con gặp nguy hiểm, thì sinh vật nào có khả năng tự phối sẽ có lợi hơn. Ở các sinh vật khác, đa dạng di truyền nảy sinh từ sinh sản hữu tính được duy trì bằng các thay đổi trong môi trường mà thiên vị một loại cấu trúc di truyền hơn loại khác.

## Nhược điểm của sự tự phối
Đối với thực vật có hoa, tự phối có nhược điểm là cho ra lượng đa dạng di truyền thấp ở những loài mà sử dụng nó như là phương thức sinh sản chủ yếu. Điều này khiến những loài đó đặc biệt dễ nhiễm mầm bệnh và virus có thể gây hại cho loài. Thêm nữa, loài trùng lỗ sinh sản bằng phương thức tự phối, kết quả là đã sinh ra thế hệ sau nhỏ hơn về cơ bản. Điều này ám chỉ rằng vì đó nói chung là một cơ chế tồn tại khẩn cấp cho các sinh vật đơn bào, cơ chế này không có tài nguyên dinh dưỡng thứ sinh vật sẽ cung cấp nếu như nó đang trải qua quá trình nhị phân.